# Kondra Irén
Kondra Irén (Budapest, 1928. november 20.) magyar színésznő.

## Életpályája
Rózsahegyi Kálmán színiiskolájában végzett 1955-ben. Színészi pályáját a Békés Megyei Jókai Színháznál kezdte. 1959 és 1960 között az Állami Déryné Színházban szerepelt. 1960-tól egy évadot a debreceni Csokonai Színháznál töltött. 1961 és 1975 között ismét a Déryné Színház társulatának színművésze volt. Naiva szerepekkel kezdte, majd karakterszínésznőként játszott zenés és prózai darabokban. Nyugdíjba vonulása után is foglalkoztatták.

## Fontosabb színházi szerepei
- Szophoklész: Elektra... Krüszothémisz
- William Shakespeare: Rómeó és Júlia... Páris apródja
- Federico García Lorca: Bernarda Alba háza... Adela
- Arthur Miller: A salemi boszorkányok... Mercy Lewis
- Viktor Szergejevics Rozov: Felnőnek a gyerekek... Kátya
- Vaszilij Vasziljevics Skvarkin: Egyszerű kislány... Bonyolult kislány
- Leonyid Nyikolajevics Rahmanov: Viharos alkonyat... Második diáklány
- Alekszandr Szergejevics Gribojedov: Az ész bajjal jár... Unoka
- Peter Karvaš: Éjféli mise... Katka
- Marc Camoletti: Leszállás Párizsban... Berthe; Janet
- Vörösmarty Mihály: Csongor és Tünde... Ilma
- Jókai Mór: Könyves Kálmán... Perzila, királyné
- Molnár Ferenc: Doktor úr... Lenke
- Móricz Zsigmond: Nem élhetek muzsikaszó nélkül... Pólika
- Móricz Zsigmond: Rokonok... Lina
- Nagy Endre: A miniszterelnök... Mari
- Kosztolányi Dezső – Felkai Ferenc: Édes Anna... Béby, dr. Moviszter felesége
- Gyurkó László: Szerelmem, Elektra... Krüszothemisz
- Gyárfás Miklós: Kisasszonyok a magasban... Júlia, aki még alig kisasszony
- Tóth Miklós: Jegygyűrű a mellényzsebben... Kató; Zotyi
- Tóth Miklós: Üzenet... Ágota, a nagypapa lánya
- Kertész Imre: A szerelem nem válóok... Tücsök
- Szakonyi Károly: Adáshiba... Saci
- Mesterházi Lajos: Pesti emberek... Titkárnő
- Eisemann Mihály – Baróti Géza: Bástyasétány 77... Éva
- Simon Magda: Százházas lakodalom... Piroska
- Szabó Magda: Kígyómarás... Iboly, Sándor menyasszonya

## Televíziós és filmes szerepei
- A nagy fény (1964)
- Uraim, beszéljenek! (1974)
- Utánam, srácok! (1975)
- Ördögi szerencse (1978)
- Modell (2009)
- Hat hét hat tánc (2014)